# Dage på Fulton
Dage på Fulton er en dansk dokumentarfilm fra 1972 med instruktion og manuskript af Erik Frohn Nielsen.

## Handling
En skoleklasse fra Odense oplever det barske søliv.